# Galería Nacional de Puerto Rico
La Galería Nacional  se encuentra en el Viejo San Juan, distrito histórico colonial de la capital de Puerto Rico, alberga la mayor colección de pinturas de Puerto Rico desde el siglo XVIII hasta la década de 1960.
El museo está situado en el antiguo Convento de los Dominicos, el convento originalmente llevó el nombre de Santo Tomás de Aquino de los Dominicos.  
El convento junto con la contigua iglesia de San José es una de las primeras obras significativas de la arquitectura de la isla. Tenencias del museo incluyen importantes obras de José Campeche, Francisco Oller, Ramón Frade, y Rafael Tufiño. El museo es administrado por el Instituto de Cultura Puertorriqueña.